# Дружба (Узун-Кырский айылный аймак)
Дружба (кирг. Дружба) — село в Ысык-Атинском районе Чуйской области Кыргызстана. Входит в состав Узун-Кырского айылного аймака.

## География
Село расположено на севере центральной части области, на восточном берегу водохранилища ГЭС-5, на расстоянии приблизительно 11 километров (по прямой) к северо-западу от города Кант, административного центра района. Абсолютная высота — 670 метров над уровнем моря.

## Население
Согласно оценочным данным Национального статистического комитета Кыргызской Республики, численность населения села на начало 2023 года составляла 987 человек.
| год     | 2009 | 2014 | 2015 | 2020 | 2021 | 2023 |
| ------- | ---- | ---- | ---- | ---- | ---- | ---- |
| человек | 727  | 793  | 792  | 912  | 938  | 987  |